# 908
Năm 908 là một năm trong lịch Julius.